# زیناور گئورگیان
زیناور سیمونی گئورگیان (ارمنی: Զինավոր Սիմոնի Գևորգյան؛  ۲۶ فوریهٔ ۱۹۲۰ – ۲۸ مهٔ ۲۰۰۵) یک بازیگر اهل ارمنستان بود. وی بین سال‌های ۱۹۳۷ تا - میلادی فعالیت می‌کرد.

## زندگی‌نامه
وی در ۲۶ فوریهٔ ۱۹۲۰ در روستای نوراگیوغ به دنیا آمد . وی در تئاتر دراماتیک ارمنیان استپاناکرت فعالیت می‌کرد. وی همچنین برندهٔ جوایزی همچون هنرمند شایسته ارمنستان شوروی، هنرمند مردمی آذربایجان شوروی و هنرمند افتخاری آذربایجان شوروی شده است. وی در ۲۸ مهٔ ۲۰۰۵ در سن ۸۵ سالگی در استپاناکرت درگذشت.